# Abdij Sint-Jan-ten-Berg

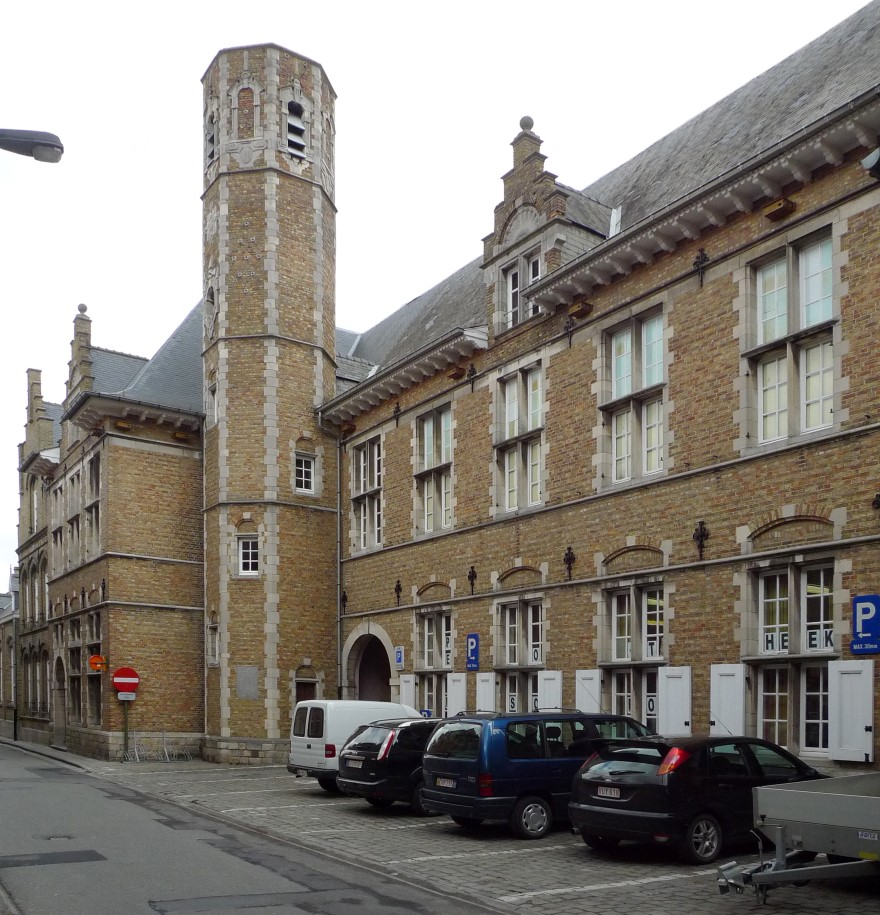
Deze voormalige school aan de Sint-Niklaasstraat in Ieper (Jules Coomans, 1922-1930) is geïnspireerd op een in de Eerste Wereldoorlog vernietigde vleugel van de abdij.

Sint-Jan-ten-Berg (Latijn: Sanctus Joannes in Monte) was een 11e-eeuwse benedictijnerabdij die na de verwoesting van Terwaan overgebracht werd naar Belle (1555-1598) en daarna Ieper (1598-1797).

## Geschiedenis
De abdij werd gesticht in de 11e eeuw op een hoogte ten noorden van de Frans-Vlaamse bisschopsstad Terwaan. Bij de verwoesting van deze stad in 1553 door keizer Karel V moest de abdij er ook aan geloven omdat ze in het verleden gebruikt was om de aftocht van de Fransen te dekken. De monniken zochten hun toevlucht in hun refugehuis te Saint-Omer, waar ze tot 1570 verbleven, wachtend op de uitvoering van de keizerlijke belofte om hen een nieuw onderkomen te verschaffen. Ondertussen hadden ze ook hun intrek genomen in het Sint-Antoniusklooster te Belle, dat in 1566 als een van de eersten kennis maakte met de Beeldenstorm. Honderden geuzen onder leiding van Jacques de Buysere plunderden het klooster grondig en dwongen de benedictijnen opnieuw te schuilen in Saint-Omer. Ze keerden terug en stelden op 29 april 1567 weer de kerkdienst in, maar onlusten bleven hen bedreigen. De officiële toelating van koning Filips II, per 1 september 1568, voor de overbrenging van hun klooster naar Belle, bracht geen veiligheid op het terrein. Nadat herstellingswerken hadden plaatsgevonden van 1568 tot 1572, namen de monniken op 11 september 1573 opnieuw de wijk naar Saint-Omer, waar ze bleven tot 11 mei 1574. Terug in Belle kregen ze op 10 augustus 1578 nogmaals bezoek van de geuzen, die alles plunderden en in brand staken.
Rond 1585 moeten de monniken een gebouw in Ieper geopend hebben. Het volgende jaar liet het stadsbestuur van Belle, uit vrees voor een nieuwe invasie, kostbaarheden in veiligheid brengen bij Sint-Jan-ten-Berg in Ieper. De Infante Isabella officialiseerde hun verhuizing in een akte van 3 november 1598, al ging het in werkelijkheid eerder over een nieuwe gemeenschap gevormd met hulp van ordegenoten uit de Sint-Andriesabdij. De benedictijnen mochten zich vestigen op het kerkhof van de Sint-Niklaaskerk, die ze zouden moeten delen met de parochianen. De monniken kregen het koor en de Onze-Lieve-Vrouwkapel toegewezen. Ondanks het bestaan van een omstandige regeling bekrachtigd door stadsbestuur en bisschop, verliep het samenleven met de parochianen toch niet vlekkeloos, zoals blijkt uit een tussenkomst van de autoriteiten in 1607.
Nog voor de Ieperse abdijgebouwen goed en wel waren ingewijd (1608), ontbood de aartsbisschop van Mechelen, Matthias Hovius, de monniken naar Affligem om de plaatselijke benedictijnengemeenschap, die zwaar was beproefd, opnieuw tot bloei te brengen. Van 1605 tot 1616 waren de proosten van de grote Brabantse abdij afkomstig uit Sint-Jansberg. De nauwe betrekkingen bleken ook uit de gebedsvereniging die in 1638 werd afgesloten tussen Sint-Jan-ten-Berg en de Sint-Wivina-abdij te Groot-Bijgaarden (opgezegd door de benedictinessen in 1722).
De Franse druk op de grens compliceerde vanaf 1635 de situatie van Sint-Jansberg. Door de Frans-Spaanse Oorlog was de Ieperse abdij dikwijls afgesloten van de Habsburgse Nederlanden. De Franse inval van 1644 dwong de monniken van Sint-Jansberg op de vlucht (abt Frans van Waelscappel stierf in Groot-Bijgaarden). Van 1680 tot 1717 werd Sint-Jansberg bestuurd door twee abten die Lodewijk XIV had benoemd. Dom Alexandre-Louis de Gouy de Cartigny, voor wie de abtelijke waardigheid vooral een financieel-politieke aangelegenheid leek te zijn, schuwde na de Vrede van Utrecht (1713) geen enkel middel om de abdij naar Frans-Vlaanderen over te brengen, daarin begrepen twee brandstichtingen (op 18 oktober 1716 en 25 maart 1717). Het vuur was funest voor de abdijbibliotheek, in 1578 al geteisterd door de geuzen, maar ook voor Dom de Gouy zelf, die zich op 15 mei 1717 gedwongen zag zijn ambt neer te leggen, zij het met behoud van zijn titel en een pensioen. Hij ging in Parijs leven en werd tot 1732 vervangen door een prior.
Onder het Franse bewind werd de abdij op 2 november 1796 opgeheven. De veertien overblijvende monniken en hun abt Constantin Hudebaut werden op 23 januari 1797 verdreven en de abdijgebouwen werden openbaar verkocht te Brugge op 17 april 1798.

## Gebouwen en overblijfselen
De Ieperse abdij Sint-Jan-ten-Berg was gebouwd op het kerkhof van de oude Sint-Niklaaskerk, verdwenen in de 19e eeuw. Ze had twee binnenhoven en ingangspoorten langs de Sint-Niklaasstraat en de Stuersstraat. Na de afschaffing in 1797 werden de abdijgebouwen grotendeels afgebroken, op de eetzaal met aanpalend torentje na. Die restanten werden vernield in de Eerste Wereldoorlog. Het torentje werd in de jaren 1920 heropgebouwd door architect Jules Coomans, zij het even verderop.
Opgravingen in 2018 brachten aan het licht dat het plan van de abdij sterk overeenkwam met de 17e-eeuwse illustratie te vinden bij Sanderus.

## Abten
- Jean Faschyn (-1570)
- Jan Van der Heyden (a Myrica) (-1584)
- Vincent du Bur (1584-1626)
- Valentin de Berty (-1637)
- Frans van Waelscappel (1637-)
- Robert Baert (1680-)
- Alexandre-Louis de Gouy de Cartigny (-1732) (vanaf 1717 enkel nog in naam, feitelijk bestuur door prior)
- Constantin Hudebaut (-1797)

## Voetnoten
1. ↑  Ignace de Coussemaker, Notice sur la commanderie de St-Antoine de Bailleul, 1883 (uittreksel uit Annales du Comité flamand de France)